# Pascal 360
Pascal 360 – implementacja języka Pascal opracowana w Instytucie Podstaw Informatyki PAN.

## Opracowanie implementacji
Pascal 360 został zrealizowany do pracy w systemie operacyjnym OS 360 dla komputerów serii IBM 360/370 i Maszyn Jednolitego Systemu. Opracowanie zostało wykonane w latach 1975–1980 w Instytucie Podstaw Informatyki PAN, przez zespół autorów w składzie:
- Krzysztof Anacki
- Michał Iglewski
- Artur Krępski
- Marek Missala

## Język Pascal 360
Język Pascal 360 został opracowany na bazie standardu języka wzorcowego i systemu Pascal 6000. Zawiera w sobie zarówno pewne rozszerzenia jak i ograniczenia w stosunku do ww. standardów, wynikające bądź ze specyfiki systemu komputerowego, na którym pracował, jak i dodatkowych wymogów użytkowych.
Rozszerzenia to m.in.:
- dostęp do zewnętrznych procedur, poprzez dyrektywy:
  - external – dla procedur z innych języków, np. Fortran
  - pascal – dla procedur pascalowych
- typ rzeczywisty podwójnej precyzji longreal
  - dokładność reprezentacji 15 lub 16 cyfr dziesiętnych
  - w literale liczbowym stosowanie litery d lub D (zamiast e lub E stosowanym w literałach pojedynczej precyzji real)
- realizacja dostępu do plików zewnętrznych i lokalnych oraz różne rozszerzenia dla operacji plikowych
- dodatkowe podprogramy standardowe.

Ograniczenia to m.in.:
- rozróżnianie identyfikatorów na podstawie pierwszych 8 znaków
- ograniczenia dla typów wyliczeniowych i okrojonych
- ograniczenia dla zmiennych plikowych
- zastąpienie pewnych standardowych znaków – innymi (ze względów technicznych specyfiki komputerów, np. znak ↑ zastąpiony znakiem @, itd.).

## Kompilator Pascal 360
Pojęcie Pascal 360 obejmuje również kompilator tego języka. Sam kompilator został napisany w Pascalu. Skompilowane moduły wynikowe umieszczane były w standardowym pliku sysgo i przeznaczone do dalszego przetwarzania przez systemowe programy łączące i ładujące.

## Inne elementy systemu
Oprócz kompilatora dostarczane były pewne narzędzia wspomagające przeznaczone do testowania programów (kodów źródłowych) i danych oraz ułatwiające współpracę z oprogramowaniem systemu, w tym z Językiem opisu prac. Znaczącym ułatwieniem była możliwość stosowania asercji formułujących właściwości programów. Dostępne był parametry kompilacji (według współczesnej nomenklatury dyrektywy kompilatora), zapisywane w komentarzach, w których pierwszy znak był znakiem dolara $, a kolejny jednoliterowym oznacznikiem dyrektywy, po którym zapisywane były ewentualne argumenty dyrektywy. W testowaniu programów pomocny był wydruk kompilatora (otrzymywany dyrektywą L), w którym po każdym wierszu zawierającym błędy, dodawany był wiersz wyróżniony na początku wiersza zestawem znaków „*****” i dalej zawierający na odpowiednich pozycjach, kody wykrytych w wierszu powyżej błędów.